# Orkneyinga saga
Orkneyinga saga (skotsk gælisk: Seanchas Arcach nan Lochlannach; også kaldet Historien om Orkney-jarlerne og Jarls Saga) er en fortælling om historien for Orkney- og Shetlandsøerne og deres relation til andre lokale magter, især Norge og Skotland. Sagaen blev oprindeligt slutningen af 1100-tallet, der er gået tabt, og en nyere version blev skrevet i begyndelsen af 1200-tallet. Den ældste komplette udgave findes i Flatøbogen fra 1300-tallet. Den har "ingen paralleller i Skotlands sociale og litterære optegnelser" og er "det eneste middelalderlige krønikeværk, der har Orkney som det centrale handlingssted". Hovedfokus i værket er den linje af jarler, der regerede Jarldømmet Orkney, som udgjorde Norðreyjar eller Northern Isles, nemlig Orkney og Shetland. Der er hyppige henvisninger til begge øgrupper gennem hele værket.
Fortællingen begynder med en kort mytisk stamfaderfortælling og fortsætter derefter med at skitsere den norske overtagelse af Norðreyjar af Harald Hårfager – denne overtagelse anses ikke for at være tvivlsom, men kongens rolle i begivenhederne betragtes ikke længere som sandsynlig af moderne historikere. Sagaen beskriver herefter, med varierende detaljeringsgrad, livet og tiden for de mange jarler, der regerede øerne mellem 800- og 1200-tallet. I hvor høj grad de tidligere afsnit kan betragtes som ægte historie frem for fiktion, har været meget diskuteret blandt forskere.
Der er flere tilbagevendende temaer i Orkneyinga saga, herunder stridigheder mellem brødre, relationer mellem jarlerne og den norske krone samt plyndringstogter i Suðreyjar – Hebriderne og andre steder. Til dels var sagaens formål at levere en historie om øerne og gøre det muligt for dens læsere at "forstå sig selv gennem kendskab til deres oprindelse", men selv hvor dens historiske nøjagtighed mangler, giver den moderne forskere indblik i forfatternes motiver og politikken på Orkney i det 1200-tallet.